# 1883.
◄ | 18. stoljeće | 19. stoljeće | 20. stoljeće | ►
◄ | 1850-ih | 1860-ih | 1870-ih | 1880-ih | 1890-ih | 1900-ih | 1910-ih | ►
◄◄ | ◄ | 1880. | 1881. | 1882. | 1883. | 1884. | 1885. | 1886. | ► | ►►
Arhitektura • Astronomija • Biologija • Film • Fotografija • Glazba • Kazalište • Kemija • Kiparstvo • Knjige • Književnost • Kršćanstvo • Meteorologija • Medicina • Planinarstvo • Politika • Pravo • Promet • Slikarstvo • Šport • Znanost • Željeznički promet

## Događaji
- 24. veljače – Izvedbom Rossinijevog Seviljskog brijača svečano otvoreno Veliko kazalište u Varšavi.
- 21. srpnja – prihvaćen prijedlog na sjednici Dalmatinskog sabora, kojim je hrvatski jezik postao službenim jezikom u Dalmatinskom saboru i Zemaljskom (pokrajinskom) odboru te kada je odlučeno i da se sa strankama mora obraćati hrv. jezikom i da u drž. službu nitko ne smije biti primljen ako ne poznaje hrvatski.[1]
- 23. srpnja – Dalmatinski Sabor je izglasovao da je hrvatski jezik službeni u austrijskoj krunskoj zemlji Dalmaciji.[2]
- 27. kolovoza – erumpira indonezijski vulkan Krakatau. Posljedica je bila smrt oko 30.000 ljudi.

## Rođenja

### Siječanj – ožujak
- 23. veljače – Karl Jaspers, njemački filozof i psihijatar († 1969.)
- 1. ožujka – Julije Benešić, hrvatski književnik, prevoditelj i jezikoslovac († 1957.)

### Travanj – lipanj
- 15. travnja – Juraj Lajtman, hrvatski svećenik i pisac († 1964.)
- 19. travnja – Hinko Nučić, slovenski glumac i redatelj († 1970.)
- 25. travnja – Semjon Buđoni, sovjetski maršal († 1973.)
- 13. svibnja – Georgios Papanikolaou, grčki liječnik († 1962.)
- 18. svibnja – Walter Gropius, njemački arhitekt i teoretičar arhitekture († 1969.)

### Srpanj – rujan
- 3. srpnja – Franz Kafka, njemački književnik († 1924.)
- 31. srpnja – Erich Heckel, njemački slikar i grafičar († 1970.)
- 3. kolovoza – Albert Haler, hrvatski estetičar, esejist, kritičar, književnik  († 1945.)
- 15. kolovoza – Ivan Meštrović, hrvatski kipar i arhitekt († 1962.)
- 24. kolovoza – Anton Mayer, hrvatski indoeuropeist i klasični filolog († 1957.)

### Listopad – prosinac
- 12. listopada – Otto Heinrich Warburg, njemački liječnik, nobelovac († 1970.)
- 6. studenog – Nasta Rojc, hrvatska slikarica († 1964.)
- 19. studenog – Fran Bubanović, hrvatski kemičar († 1956.)
- 6. prosinca – Halil Džubran, libanonski i američki pjesnik († 1931.)
- 16. prosinca – Károly Kós, mađarski arhitekt († 1977.)
- 19. prosinca – Guido Gozzano, talijanski pjesnik († 1916.)
- 19. prosinca – Abel Bonnard, francuski književnik († 1968.)
- 24. prosinca – Stojan Aralica, srpski slikar († 1980.)
- 25. prosinca – Fran Lhotka, skladatelj i dirigent češkog porijekla († 1962.)

## Smrti

### Siječanj – ožujak
- 13. veljače- Richard Wagner, njemački skladatelj (* 1813.)
- 14. ožujka – Karl Marx, njemački filozof i revolucionar (* 1818.)

### Travanj – lipanj
- 30. travnja – Édouard Manet, francuski slikar (* 1832.)

### Srpanj – rujan
- 2. srpnja – Milan Makanec, hrvatski političar (* 1843.)
- 25. kolovoza – Louise Lateau, belgijska mističarka (* 1850.)
- 3. rujna – Ivan Sergejevič Turgenjev, ruski književnik (*1818.)

## Vanjske poveznice
|  | Zajednički poslužitelj ima još gradiva o temi 1883. |